# Charlottetown

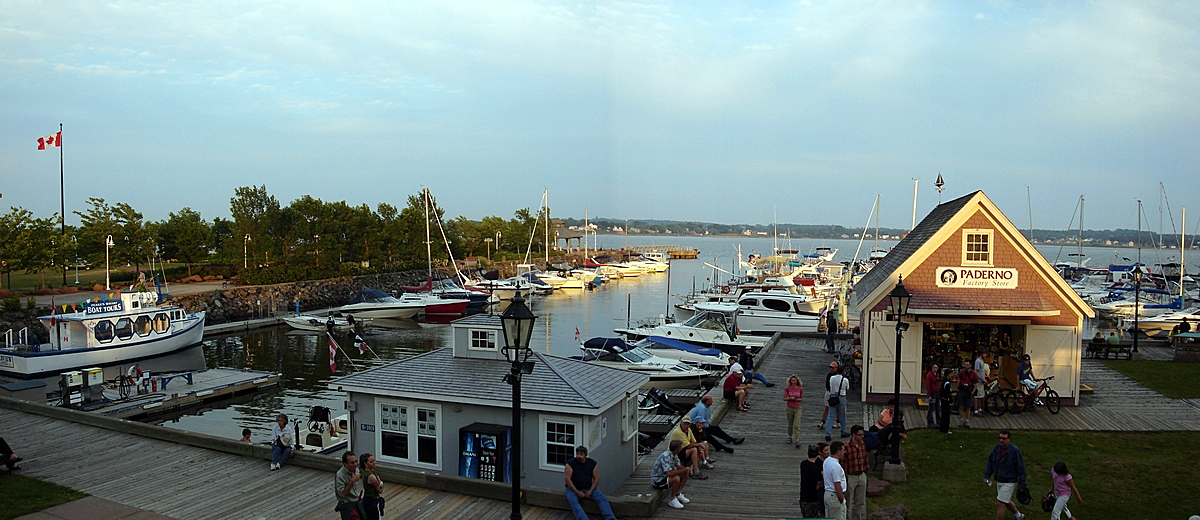
El Moll Peakes a la badia de Charlottetown

Charlottetown és una ciutat canadenca i capital de la província de l'Illa del Príncep Eduard. La ciutat esdevingué municipi l'any 1855 i rebé el títol de ciutat el 1885. És seu també del govern del Comtat de Queens.
La població de la ciutat, segons el cens de 2006, era de 32.174 habitants, mentre que la població de la conurbació en el mateix cens era de 58.625 habitants, poc menys de la meitat de la població total de la província.